# Hrusziwka (rejon kamieński)
Hrusziwka (ukr. Грушівка) – wieś na Ukrainie, w obwodzie dniepropetrowskim, w rejonie kamieńskim, w hromadzie Krynyczky. W 2001 liczyła 10 mieszkańców, spośród których 8 wskazało jako ojczysty język ukraiński, a 2 rosyjski.